# Chupaderos, San Luis Potosí
Chupaderos är en ort i Mexiko.   Den ligger i kommunen Rioverde och delstaten San Luis Potosí, i den centrala delen av landet, 300 km norr om huvudstaden Mexico City. Chupaderos ligger 1 080 meter över havet och antalet invånare är 159.
Terrängen runt Chupaderos är kuperad västerut, men österut är den platt. Runt Chupaderos är det ganska tätbefolkat, med 80 invånare per kvadratkilometer. Närmaste större samhälle är Río Verde, 14,6 km öster om Chupaderos. Omgivningarna runt Chupaderos är en mosaik av jordbruksmark och naturlig växtlighet.